# 豫妃
豫妃（よひ、雍正7年12月25日（1730年2月12日） - 乾隆38年12月20日（1774年1月31日））は、清の乾隆帝の側妃。姓はボルジギト（博爾済吉特）氏。佐領ゲンドゥン（根敦）の娘。

## 生涯
乾隆21年（1756年）、ボルジギト氏の父のゲンドゥン（根敦）はモンゴル高原西部のジュンガル部に近い地域の部族集団の族長だったが、遊牧民族ウリャンカイの略奪が激しさを増したことにより、清に服従し、救援を求めることにした。
乾隆22年（1757年）頃にボルジギト氏は宮女として入宮し、その後、皇帝の最下層の側室である官女子となった。
乾隆23年（1758年）、多貴人に封じられた。
乾隆24年（1758年）、豫嬪に封じられた。この前後にボルジギト氏は江南巡幸に付き添った際などに2度ほど流産したと見られている。
乾隆29年（1763年）、豫妃に封じられた。
乾隆38年（1774年）、乾隆帝の熱河巡幸に付き添った際に体調を崩し、北京に戻され、そのまま逝去し、裕陵の妃園寢に葬された。

## 登場作品
- 如懿伝 〜紫禁城に散る宿命の王妃〜（2017年、中国、演：趙柯）

## 伝記資料
- 『清史稿』